# 天市右垣五
天市右垣五也稱周（簡稱为天右五，即巨蛇座β）是位于巨蛇座的一個恆星系統，位于蛇的頭部。其英文傳統名稱 Chow 是來自于中文的“周”（zhōu），代表周朝。巨蛇座β距離地球約153光年遠，並屬於大熊座移動星群。
此恆星系統的主星巨蛇座βA，是一顆A型主序星，視星等為+3.65。它有兩顆伴星：B星視星等為+9.9，離地球距離為31角秒；C星視星等為+10.7，離地球距離為201角秒。